# Fallschirm-Panzer-Division 1 Hermann Göring
Die Fallschirm-Panzer-Division 1 „Hermann Göring“ war eine nicht im Lufttransport einsetzbare Panzerdivision der deutschen Wehrmacht im Zweiten Weltkrieg, deren Angehörige zur Luftwaffe gehörten. Der Verband wurde durch den Ausbau des 1935 aufgestellten Luftwaffen-Wachverbands Regiment General Göring und dessen Nachfolgeverbände geschaffen.
Die Keimzelle der späteren Division war 1933 zunächst als Polizeiverband im Zuständigkeitsbereich des als Innenminister fungierenden Hermann Göring geschaffen worden.
Nachdem der Polizeiverband zu einer militärischen Einheit geworden war zählte der persönliche Schutz Hermann Görings und einiger zentraler Standorte des NS-Regimes zu den Aufgaben.
Im Rahmen von Umgliederungen und Ausbau wurde der Verband wiederholt umbenannt.
Als Teil der Streitkräfte war der Verband am Anschluss Österreichs ans Deutsche Reich, der Besetzung des Sudetenlandes und der Zerschlagung der Tschechoslowakei beteiligt. Im Zweiten Weltkrieg folgten Kampfeinsätze zum Beispiel im Westfeldzug, dem Überfall auf die Sowjetunion, am Afrikafeldzug, dem Italienfeldzug und an den späten Kämpfen an der Ostfront.
Stationiert war der Verband in Berlin in der neuerbauten Hermann-Göring-Kaserne und in Velten.  Durch die Namensgebung sollte eine enge Verbundenheit von Wehrmachtstruppenteilen zum Nationalsozialismus hergestellt und gleichzeitig die Hausmacht innerhalb der Parteihierarchie dokumentiert werden.
Die Division war nachweislich 1944 an mehreren Kriegsverbrechen beteiligt.

## Zeitliche Übersicht
Polizeiabteilung z. b. V. Wecke – Februar 1933 bis Juni 1933
Landespolizeigruppe Wecke z. b. V. – Juni 1933 bis Januar 1934
Landespolizeigruppe General Göring – Januar 1934 bis September 1935
Regiment General Göring – September 1935 bis Jahresbeginn 1941
Regiment (mot.) Hermann Göring – Jahresbeginn 1941 bis Juli 1942
Brigade Hermann Göring – Juli bis Oktober 1942
Division Hermann Göring – Oktober 1942 bis Juni 1943
Panzer-Division Hermann Göring – Juni 1943 bis April 1944
Fallschirm-Panzer-Division 1 Hermann Göring – April bis Oktober 1944
Fallschirm-Panzerkorps Hermann Göring – Oktober 1944 bis Mai 1945

## Historische Herkunft – Polizei

Kommandoflagge des Chefs der Ordnungspolizei

Bei der Ernennung Hitlers (NSDAP) zum Reichskanzler am 30. Januar 1933 war Hermann Göring preußischer Innenminister. Dadurch hatte er den Oberbefehl über die gesamte preußische Polizei.
Am 24. Februar 1933 ließ Göring die Polizeiabteilung z. b. V. Wecke (z.b.V.: „zur besonderen Verwendung“) aufstellen. Seine Absicht war, einen Polizeiverband zu schaffen, der dem NSDAP-Regime treu ergeben war. Der Verband war nach seinem Kommandeur Major der Schutzpolizei Walther Wecke benannt, einem Veteranen des Ersten Weltkrieges und Mitglied der NSDAP, und in Berlin-Kreuzberg stationiert. Die Abteilung wurde bald wegen ihrer brutalen Vorgehensweise berüchtigt. In Zusammenarbeit mit der ebenfalls unter Görings Kontrolle stehenden Gestapo war sie an vielen Übergriffen gegen Kommunisten und Marxisten beteiligt und verantwortlich für die Verhaftung von Regimegegnern.
Im Juni 1933 vergrößerte Göring die Abteilung und stellte sie unter das Kommando der Landespolizei. Die Abteilung wurde zur Landespolizeigruppe Wecke z. b. V. umbenannt.
Göring verstärkte die Gruppe weiter und machte zur Voraussetzung, dass alle ihre Angehörigen eine militärische Ausbildung absolvieren mussten. Der Verband wurde in Landespolizeigruppe General Göring umbenannt. Beim sogenannten Röhm-Putsch am 30. Juni 1934 griff Hitler sowohl auf Görings Landespolizeigruppe als auch Himmlers Leibstandarte SS Adolf Hitler zurück. Görings Truppe und die Leibstandarte exekutierten viele führende Mitglieder der SA.

## Regiment General Göring

### Polizei-Regiment
Durch eine Umstrukturierung wurde im April 1935 durch die Landespolizei ein Polizei-Regiment gebildet, welches als Regiment General Göring bezeichnet wurde und unter dem Befehl des Oberstleutnant der Landespolizei Friedrich-Wilhelm Jakoby stand. Durch die politischen Veränderungen fiel die Landespolizei im gleichen Jahr unter die Kontrolle von Heinrich Himmler.

### Luftwaffen-Verband

Besondere Truppenfahne des I. Bataillons des Regiments „General Göring“

Mit Gründung der neuen Luftwaffe 1935 im Rahmen der Wiedereinführung der Wehrhoheit wurde Göring zum Oberbefehlshaber dieser Teilstreitkräfte ernannt. Da Göring den von ihm geschaffenen und nach ihm benannten Verband behalten wollte, wurde der Personalstamm im September 1935 mit Wirkung zum 1. Oktober für die Aufstellung einer Luftwaffen-Einheit mit der gleichen Bezeichnung an die Streitkräfte überstellt. Der Transfer der Polizisten zur Luftwaffe war zudem durch die allgemeine Planung, dass die Landespolizei-Verbände zur Aufstellung neuer Wehrmachtseinheiten herangezogen wurden, abgedeckt. Eine neue Kaserne in Berlin-Reinickendorf wurde der Standort für den Verband.
Bei Jahresbeginn 1936 war das Wach-Regiment einsatzbereit. Für die Repräsentations- und Schutzaufgaben war ein infanteristisch geprägter Verband mit einem Stab, zwei Jäger-Bataillonen, einer Kradschützen- und einer Pionierkompanie aufgestellt worden. Klassisch für einen Verband dieser Größe war ein Nachrichten-Zug, doch eher repräsentativer Natur waren wohl der Reiterzug und das Musikkorps des Regiments.
Das Regiment diente in dieser Zeit Göring als persönliche Leibwache und deckte Hitlers Hauptquartiere mit seinen Flak-Geschützen.

#### Abgabe zur Aufstellung der Fallschirmjäger-Truppe
Am 29. Januar 1936 befahl Göring die Aufstellung einer deutschen Fallschirmtruppe aus Freiwilligen des Regiment General Göring. Im Oktober verlegte das Regiment nach Altengrabow, um dort die Möglichkeiten einer Aufstellung eines Fallschirmjäger-Regiments zu überprüfen. Auf dem Truppenübungsplatz Döberitz wurde den Offizieren, Unteroffizieren und Mannschaften des Regiments ein Fallschirmabsprung demonstriert, woraufhin sich 600 Mann freiwillig meldeten.
Diese bildeten das I. Fallschirmschützen-Bataillon des Regiments und damit den ersten Fallschirmjägerverband der Wehrmacht.
Mit eine Neuorganisation des Regiments im November 1936 wurde aus dem Bataillon das IV. (Jäger-)Bataillon/RGG. Im Jahr 1936 wurde dann auch auf dem knapp nördlich von Stendal gelegenen Fliegerhorst Borstel die erste Fallschirmschule der Luftwaffe gegründet. Das IV. Bataillon und die 15. Pionier-Kompanie des Regiments wurden zur Ausbildung dorthin kommandiert.
Durch eine Umbenennung am 1. April 1938 verließen die Fallschirmjäger des IV. Bataillons das Regiment und bildeten nun das neue I. Bataillon/Fallschirmjäger-Regiment 1.

#### Anschluss Österreichs
Der Anschluss Österreichs an die „Deutsche Republik“, der 1919 durch die Siegermächte noch vertraglich verboten worden war, wurde durch die politische Entwicklung bis 1938 in Deutschland und in Österreich durch Nationalisten vorangetrieben. Nach einem Treffen mit dem österreichischen Kanzler Schuschnigg bei einem Treffen am 12. Februar 1938 bei dem auch mit einem Einmarsch gedroht wurde, ging die österreichische Regierung zuerst auf die Forderung aus Deutschland ein. Ein letzter Versuch der österreichischen Regierung den Anschluss durch eine Volksabstimmung zu verhindern, führte zur Vorbereitung der militärischen Besetzung durch die Wehrmacht.
Vom 11. auf den 12. März wurde Österreich faktisch annektiert, indem deutsche Truppen einmarschierten. Das Luftwaffen-Regiment Hermann Göring war dabei einer der ersten Verbände, die die Grenze überquerten. Zwei Kompanien landeten mit Transportmaschinen vom Typ Ju 52/3 m auf dem Flughafen Aspern bei Wien.

#### Besetzung des Sudetenland
Seit Ende 1937 gab es seitens der Regierung Hitler Vorgaben an die Wehrmacht für die Planung eines Einmarsch in die Tschechoslowakei, der als „Fall Grün“ bezeichnet wurde. Bereits im Februar 1938 betonte Hitler öffentlich, dass die Frage der Deutschen im Ausland gelöst werden müsse, und arbeitete aktiv daran, die Sudetenkrise herbeizuführen.
Nach der Münchner Konferenz am 29. September 1938, in der ein Anschluss des Sudetenlandes an das Deutsche Reich von Frankreich, Großbritannien und Italien genehmigt wurde, rückten ab dem 1. Oktober 1938 deutsche Truppen in dieses Territorium ein. Zu diesen Einheiten gehörte auch das Regiment General Göring.

#### Annexion der Tschechoslowakei
Auf massiven Druck von Hitler, Göring und Keitel in der Berliner Reichskanzlei unterzeichnete der tschechoslowakische Staatspräsident am Abend des 14. März 1939 ein Dokument, in dem sich die Tschechoslowakei dem Deutschen Reich unterordnete. Die militärische Besetzung der „Rest-Tschechei“ begann am 15. März 1939 und machte aus dem ehemaligen Staat nunmehr das Protektorat Böhmen und Mähren.
Gemeinsam mit Verbänden der Waffen-SS wurde das Regiment bei der Besetzung Prags eingesetzt. In den folgenden Tagen wurde das Regiment auch zur Sicherung des für die künftige Rüstung sehr wichtigen Skoda-Werks eingesetzt.
Vor Beginn des Zweiten Weltkriegs wurde die Einheit neue ausgerüstet und gegliedert. Es erfolgte die Ausrüstung mit leichten und schweren Flugabwehrgeschützen sowie Suchscheinwerfern.

### Polenfeldzug
Während des Angriffskriegs gegen Polen nahm nur ein kleiner Teil des Regimentes an den Kämpfen in Polen teil. Der größte Teil des Regiments verblieb als persönlicher Wachschutz Görings und der NS-Führung in Berlin.

### Unternehmen Weserübung
Bei dem Unternehmen Weserübung im Frühjahr 1940 wurde wiederum in Norwegen nur ein Teil des Regimentes (das Wachbataillon, eine Kradschützenkompanie und eine leichte Flakbatterie) eingesetzt.
Der größte Teil wurde unter den Tarnbezeichnungen „Flak-Regiment 101“ und „Flak-Regiment 103“ nach Westen zum I. Flak-Korps an die deutsch-niederländische Grenze verlegt.

### Westfeldzug
Im Rahmen des Westfeldzuges beteiligte sich diese Truppe an der Invasion der Niederlande und Belgiens.
Die Fallschirmjäger der Kampfgruppe Stahl, welche am 10. Mai 1940 in einer Kommando-Operation die Festung Eben-Emael kampfunfähig machten, hatten zumeist zuvor im Regiment General Göring gedient.
Nach der Kapitulation der Niederlande wurde das Regiment in mehrere kleine Kampfgruppen aufgeteilt, welche zu den Panzerdivisionen abkommandiert wurden, die die Speerspitzen des Angriffs bildeten. Schwere Flak-Kampftrupps wurden dabei häufig zur Panzerbekämpfung eingesetzt und zerstörten während eines Gefechtes im Mormalwald 18 französische Panzer mittels ihrer 8,8-cm-Flak.

### Besatzungstruppe Frankreich
Nach der Kapitulation Frankreichs war das Regiment an der Kanalküste stationiert, bevor die Einheit als Flakverband nach Paris beordert wurde. Neuer Kommandeur wurde im Juni 1940 Oberst Paul Conrath, der das Regiment und die spätere Division bis 1944 führen sollte.

### Verlegung in die Heimatgarnison
Ende 1940 wurde das Regiment zurück nach Berlin verlegt, um dort vollständig seine alte Aufgabe als Wachverband und Einheit der Luftabwehr wieder aufzunehmen.

## Regiment (mot.) Hermann Göring
Zu Jahresbeginn 1941 wurde der Verband motorisiert und in Regiment (mot.) Hermann Göring umbenannt, nachdem Göring 1940 zum Reichsmarschall ernannt worden war.

### Verlegung nach Rumänien
Während des Balkanfeldzugs im Frühjahr 1941 war das Regiment bei Ploiești in Rumänien zum Schutz der dortigen Ölfelder stationiert, um anschließend für den Überfall auf die Sowjetunion bereitgestellt zu werden.

### Unternehmen Barbarossa
Der Angriff auf die Sowjetunion begann am 22. Juni 1941 mit der Überquerung des Bug. Während des Feldzuges wurde das Regiment zur 11. Panzer-Division abkommandiert und war bei der Heeresgruppe Süd an verschiedenen Kämpfen beteiligt. So in der Gegend um Radziechów in einer „Panzerschlacht“, marschierte dann auf Dubno, und war bei der Kesselschlacht von Kiew und Brjansk eingesetzt, wo es erneut zur Panzerbekämpfung eingesetzt wurde. Im beginnenden Winter 1941/42 war der Verband für Sicherungsaufgaben eingesetzt.

### Auffrischung in Deutschland
Ende 1941 wurde es zur Erholung und Auffrischung nach Deutschland zurückverlegt. Das Schützen-Bataillon Hermann Göring blieb bis Mai 1942 an der Front.

## Brigade Hermann Göring

### Aufstellung durch Umgliederung
Im Juli 1942 wurde das Regiment auf Brigadegröße ausgebaut und in Brigade Hermann Göring umbenannt. Hierbei war ein Schützenregiment mit drei Bataillonen und ein verstärktes Flak-Regiment als Kerneinheiten vorgesehen. Das III. Bataillon des Schützenregiment verfügte allerdings über eine Panzer- und eine Panzerjäger-Kompanie. Das Flakregiment verfügte zudem auch über eine Batterie Feldhaubitzen. Das Flakregiment der Brigade Hermann Göring wurde letztlich um eine III. Abteilung mit drei Batterien Feldhaubitzen und eine IV. Abteilung (permanent in Berlin stationiert) mit Flak-Geschützen erweitert.

## Division Hermann Göring
Bereits im Oktober 1942, als die Brigade immer noch umformiert wurde, wurde beschlossen, sie auf Divisionsgröße auszubauen, wobei sie nach den Richtlinien einer Panzerdivision des Heeres strukturiert werden sollte. Göring arrangierte es, dass erfahrene Panzerbesatzungen des Heeres zu seiner Division abkommandiert wurden, und verstärkte die Infanteriekräfte mit Personal vom Fallschirmjäger-Regiment 5, Veteranen der Luftlandeschlacht um Kreta.
Mit der Umgliederung zur Division begann die Aufstellung von zwei Grenadier-Regimentern, einem (Fallschirm-)Jäger-Regiment, einem Panzer-Regiment, einer Aufklärungs-Abteilung sowie weiteren Divisionstruppen rund um die schon vorhandenen Einheiten.

### Teilverlegung nach Nordafrika
Während die Division formiert wurde, zwangen die Niederlage in der zweiten Schlacht von El-Alamein und die alliierte Landung in Nordwestafrika (Operation Torch) Generalfeldmarschall Erwin Rommels Afrikakorps dazu, sich von der ägyptisch-libyschen Grenze nach Tunesien zurückzuziehen. Bereits aufgestellte Teile der Division (insgesamt rund 11.000 Mann) wurden daraufhin ab November 1942 nach Tunesien verlegt.
Die Truppen der Division Hermann Göring bildeten die „Kampfgruppe Schmid“. Die so bezeichnete Formation ergab sich nach der Schlacht um Tunesien am 12. Mai 1943 mit den anderen Verbänden der Heeresgruppe Afrika den Alliierten.

## Panzer-Division Hermann Göring

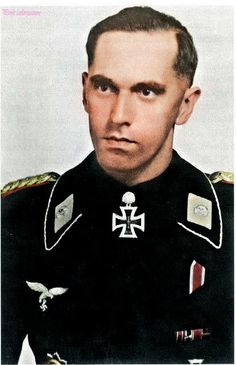
Ritterkreuzträger Karl Rossmann, in schwarzer Panzerjacke mit weißen Totenkopf-Kragenpatten und dem Luftwaffen-Adler auf der rechten Brustseite

Die verfügbaren Reste der Division, Einheiten, die erst ihre Ausbildung abschlossen oder auf ihren Transport nach Tunesien warteten, wurden als Basis für eine neuaufgestellte Division verwendet, die dann Panzer-Division Hermann Göring genannt wurde.
Der Verband wurde zu Beginn des Sommers 1943 in den Raum Neapel verlegt.

### Operation Husky
Zusammen mit der 15. Panzergrenadier-Division wurde die Einheit Mitte Juni nach Sizilien verschifft, um mitzuhelfen, die erwartete alliierte Invasion abzuwehren. Zu dieser Zeit war die Division eine vollwertig ausgerüstete Panzer-Division mit zwei Panzer-Abteilungen und einer Sturmgeschütz-Abteilung sowie gepanzerter Infanterie und Artillerie.
Am 10. Juli 1943 führten die Alliierten die Operation Husky durch, während der sich der größte Teil der verbündeten italienischen Truppen ergab. Die Panzerdivision kämpfte in Gela und Priolo, musste sich aber wegen schwerer alliierter Angriffe mit Luft- und Seeunterstützung nach Messina zurückziehen. Die Masse an Kampffahrzeugen ging während der Kämpfe auf Sizilien verloren. Während des Unternehmens Lehrgang, der deutschen Evakuierung Siziliens, waren die Truppen der Division ein Teil der Nachhut und eine der letzten Einheiten, die sich auf das italienische Festland zurückzogen.
Nach dem italienischen Waffenstillstand mit den Alliierten am 8. September 1943 beteiligte sich die Division an der Entwaffnung der italienischen Truppen.

### Salerno
Nachdem die Alliierten am 9. September bei Salerno landeten, wurde die in der Nähe stationierte Division gemeinsam mit der 3. Panzergrenadier-Division zur Abriegelung und zum Gegenangriff auf die Landungszone beauftragt. Die deutschen Kräfte mussten sich jedoch nach kurzer Zeit und der Zerstörung des Hafens von Neapel auf die Volturno-Termoli-Linie und später auf die Gustav-Linie bei Cassino zurückziehen, wo sie schließlich zur Erholung und Auffrischung aus dem Kampf gezogen wurden.
Während des Rückzugs kam es zwischen dem 1. und 3. Oktober in Acerra zu einem ersten größeren Massaker an italienischen Zivilisten durch Angehörige der Division.

### Sicherung der Kunstschätze von Monte Cassino

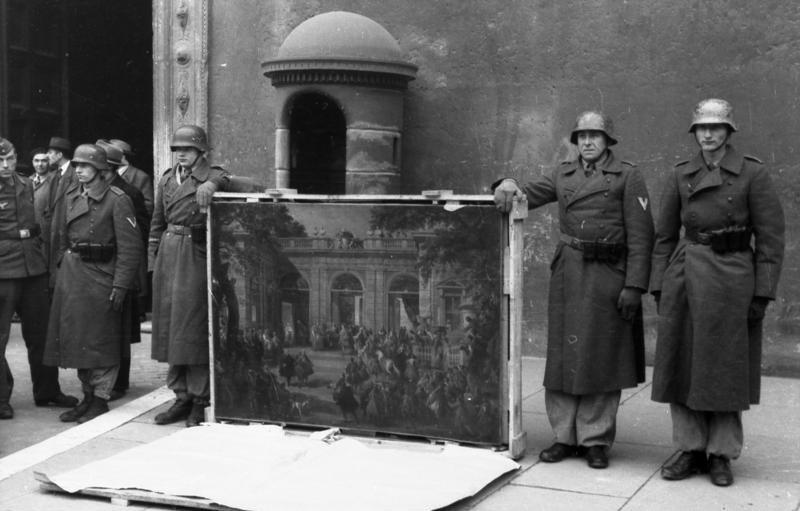
Soldaten der Division zeigen ein Gemälde

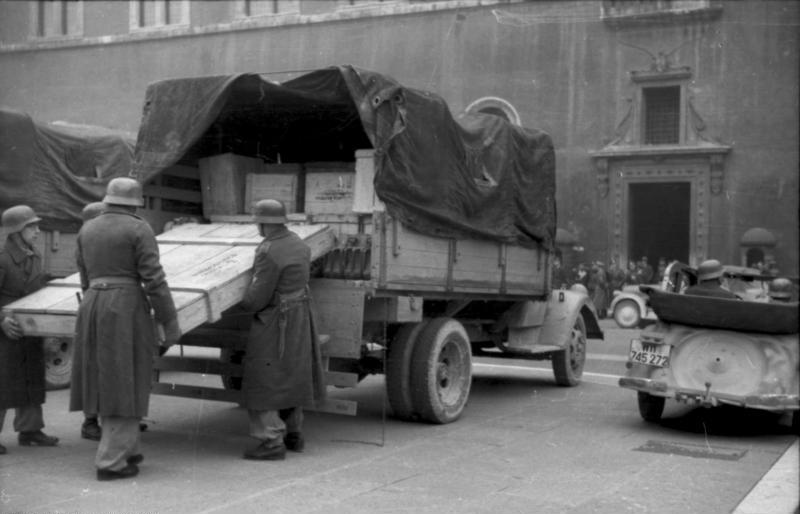
Verladen der in Holzkisten verpackten Kunstwerke auf einen LKW

Als die Alliierten weiter nach Norden auf das Kloster von Monte Cassino vorstießen, stellten sich Truppen der Division unter Oberstleutnant Julius Schlegel den Mönchen des Klosters zur Verfügung, um die einzigartigen Kulturschätze in Sicherheit zu bringen. Die Mönche stimmten nach längerer Überzeugungsarbeit Schlegels zu, und die Fahrzeuge der Division wurden benutzt, um die Kunstwerke, darunter Bilder von Leonardo da Vinci, Tizian und Raffael sowie die sterblichen Überreste des Benedikt von Nursia vor dem Angriff in die Engelsburg nach Rom in Sicherheit zu bringen. Sie entgingen so ihrer Zerstörung in der Schlacht um Monte Cassino.
Göring, der als Kunstliebhaber und -plünderer bekannt war, beauftragte darauf eine Abteilung der SS, Schlegel zu verhaften und zu exekutieren. Nur durch das Einschreiten der Mönche und des Kommandeurs der Division konnte Schlegel gerettet und die Aktion fortgesetzt werden. Kulturgüter des Klosters wurden jedoch teilweise auch geraubt. 13 Meisterwerke aus Montecassino fand man nach Kriegsende in einem Stollen des Salzbergwerks Altaussee, wo Hitler und Göring ihre Kunstsammlungen untergebracht hatten.

### Anzio/Nettuno
Als die US-Armee am 22. Februar 1944 bei Anzio und Nettuno landete, waren die deutschen Kräfte überrascht. Doch da der alliierte Befehlshaber zögerte, auf Rom vorzustoßen, ergab sich für die deutschen Kräfte die Gelegenheit zum Gegenangriff.
Truppenteile der Division waren die ersten deutschen Kräfte, welche eine Sicherungslinie um die Landungszone bildeten. Von Februar bis April 1944 kämpfte sie in Cisterna, am Fluss Rapido und in Minturno.
Mitte März erfolgte durch den kommandierende General des LXXXVII. Armeekorps Gustav-Adolf von Zangen der Befehl an die Division, gegen Partisanen vorzugehen. Ursprünglicher Ausgangspunkt war ein Angriff auf Angehörige der Division am 8. März, so dass es zwischen dem 10. und 13. März zum Massaker von Monte Morello und Vallucciole kam. Weiter dann zwischen dem 18. und 20. April zum Massaker von Cervarolo und Monchio.

## Fallschirm-Panzer-Division Hermann Göring
Noch während der Kämpfe wurde aus der Panzer-Division Hermann Göring nun die Fallschirm-Panzer-Division Hermann Göring durch eine Umbenennung. Im April 1944 wurde die Division aus den Kämpfen in der Toskana abgezogen, um neu gegliedert und aufgefrischt zu werden.

### Neuausrüstung
Es wurden Vorbereitungen getroffen, um die Einheit zur Abwehr der erwarteten alliierten Invasion nach Frankreich zu verlegen.
Am 25. April verließ ein Transport mit 21 neuen Jagdpanzern IV für die III. Abteilung des Fallschirm-Panzer Regiment der Division das Heereszeugamt.
Vom 4. bis zum 5. Mai war die Aufklärungsabteilung der Division bei Fivizzano an einer Operation mit 2.000 Mann gegen Partisanen beteiligt und dabei dem Kommandanten der Festungs-Brigade 135, Oberst Kurt Almers, unterstellt. Bei dieser Operation kam es nach einem Feuergefecht mit Partisanen zum Massaker von Mommio.

### Rom
Die alliierte Offensive gegen Rom am 12. Mai machte die Planung der Verlegung nach Frankreich jedoch zunichte und die Fallschirm-Panzer-Division Hermann Göring wurde erneut im Raum Nettuno gegen die aus Anzio vorstoßenden Kräfte eingesetzt. Die alliierten Kräfte waren der Division massiv überlegen, und der Verband war gezwungen, sich kämpfend in den Raum östlich von Rom zurückzuziehen. Dabei deckte die Division den Rückzug weiterer deutscher Kräfte. Ab dem 4. Juni verlief der Rückzug über die italienische Hauptstadt, die zur „offenen Stadt“ erklärt worden war, um ihre Zerstörung zu vermeiden, bis nach Florenz in die Arno-Linie. Am 6. Juni wurde Rom von den amerikanischen Streitkräften erreicht.
Im Raum Arezzo angekommen war die Division mit wiederholten Angriffen von Partisanengruppen konfrontiert.
Nach der Tötung von Divisionsangehörigen im Bereich dreier Dörfer kam es am 29. Juni zum Massaker von Civitella in Val di Chiana, Cornia und San Pancrazio.
Für den Raum Arezzo einigten sich die Wachkompanie des XVIII. Panzer-Korps und die Führung der Division auf eine geplante Aktion zur Vergeltung für Partisanenangriffe. Die Operation gegen die Partisanen und die örtliche Bevölkerung wurde begann am 4. Juli 1944 und wird als Massaker von Cavriglia bezeichnet, die Aktionen dauerten bis zum 11. Juli an.
Am 15. Juli wurde die Division südlich Florenz aus der Front gezogen und für den Transport an die Ostfront vorbereitet.

### Verlegung an die Ostfront
In dieser Zeit wurden mehrere erfahrene Dienstgrade aus der Division abgezogen, um beim Aufbau einer Schwesterdivision, der Fallschirm-Panzergrenadier-Division 2 Hermann Göring zu helfen, die zu diesem Zeitpunkt in Radom formiert wurde. Auch der größte Teil der Versorgungstruppen und manche Stabsoffiziere wurden verlegt. Sie sollten sich am Aufbau des Fallschirm-Panzerkorps Hermann Göring beteiligen, unter welchem sich die beiden Schwesterdivisionen vereinigen sollten.
Am 26. Juli verließ ein Transport mit 21 neuen Jagdpanzern IV für die Fallschirm-Panzerjäger Abteilung der Division das Heereszeugamt.

### Weichsel
Ende Juli erreichte die Division die Weichselfront und wurde unverzüglich ins Gefecht geworfen, wo sie zusammen mit drei weiteren Panzerdivisionen das 3. Tankovye Corpus (Panzerkorps) der Roten Armee im Raum Wołomin/Radzymin (Panzerschlacht vor Warschau) zerschlug. Bei diesen Kämpfen fiel am 29. Juli Görings Neffe, Hauptmann Heinz Göring.

### Warschauer Aufstand
Anfang August 1944 wurde das Fallschirm-Panzer-Feldersatz-Bataillon der Division während des Warschauer Aufstands als Reserve eingesetzt. Zwölf Panzer (Kompaniestärke) der Division wurden für die Einsatzgruppe Reinefarth zur Aufstandsbekämpfung abgestellt.

### Unterstellung beim Fallschirm-Panzer-Korps Hermann Göring
Das Fallschirm-Panzerkorps Hermann Göring war im frühen Oktober 1944 einsatzbereit, und die Hermann-Göring-Panzerdivision wurde zusammen mit ihrer Schwester-Panzergrenadierdivision unter das Kommando des Korps gestellt.

### Ostpreußen
Das Panzerkorps wurde in die Region Ostpreußen-Kurland verlegt, um die sowjetische Offensive aufzuhalten, die bereits die Heeresgruppe Nord eingekesselt hatte und weiter nach Ostpreußen drängte. Das Panzerkorps wurde in der Nähe von Gumbinnen in heftige Abwehrgefechte verwickelt (Gumbinnen-Goldaper Operation). Als die sowjetische Offensive Ende November zum Halten kam, zog sich das Panzerkorps auf feste Verteidigungslinien zurück.
Während der Schlacht um Ostpreußen wurde das Hermann-Göring-Panzerkorps Anfang 1945 zusammen mit den Resten der 4. Armee im Heiligenbeiler-Kessel eingeschlossen. Im Februar 1945 wurde auch die Panzergrenadier-Division Großdeutschland dem Korps unterstellt.

### Verlegung nach Swinemünde
Nach mehreren erfolglosen Ausbruchversuchen wurden die verbleibenden ca. 6000 Soldaten des Fallschirm-Panzer Korps über See nach Swinemünde in Pommern evakuiert.
Nach der Landung wurde es sofort angewiesen, die Oder-Neiße-Linie gegen die sowjetischen Angriffe Mitte März 1945 zu verteidigen. Zur erneuten Verstärkung wurde dem Korps eine weitere Elitedivision, die Panzergrenadier-Division Brandenburg, hinzugefügt.

### Verlegung nach Schlesien
Im April wurden die Reste des Korps nach Schlesien verlegt und in schweren Kämpfen nach Sachsen zurückgedrängt. Gleichwohl konnte die Fallschirm-Panzer-Division 1 Hermann Göring Mitte bis Ende April gegen die 2. Polnische Armee mit einem Sieg bei den Kämpfen um Bautzen und dem Aufreiben der 1. polnischen Division in der Nähe von Königsbrück noch einige Erfolge erringen.
Anfang Mai 1945 wurde das Panzerkorps in der Nähe von Dresden eingesetzt.

### Kapitulation
Die Reste des Korps begannen, nach Westen durchzubrechen, um sich den Amerikanern zu ergeben, die zu diesem Zeitpunkt an der Elbe standen. Dieser Plan scheiterte, das Korps wurde südlich von Dresden eingekesselt und ergab sich am 8. Mai 1945 der Roten Armee. Als Luftwaffenangehörige wurden die Truppen des Korps, wie Angehörige der Waffen-SS und der Polizei, von der sowjetischen Führung wegen ihrer Beteiligung an den Gräueltaten an der Ostfront als Kriegsverbrecher eingestuft und in sowjetischen Gulags inhaftiert.

## Kriegsverbrechen

### Italien
Die Division kam 1944 bei der Partisanenbekämpfung des LXXXV. Armeekorps in Italien zum Einsatz.
Unklar ist, ob bei dem Aufstand der italienischen Bevölkerung in Neapel, den Vier Tagen von Neapel, im September 1943 Truppenteile oder Divisionsangehörige an den Kämpfen mit den italienischen Aufständischen beteiligt waren.
Vom 1. bis 3. Oktober 1943 erfolgte das Massaker von Acerra, an dem mehrere Einheiten dieser Division beteiligt waren, wobei 84 Personen, darunter 7 Kinder und 14 Frauen, getötet wurden.
Angehörige der Division waren mitverantwortlich für die Massaker in den Dörfern Monchio, Susano und Costrignano (18. März), Villa Minozzo (18. bis 20. März), Monte Falterona (13. März), Cervarolo und Civago (Provinz Reggio Emilia) (20. März 1944), Monte Morello (Provinz Florenz) (10./11. April 1944), Mommio (Gemeinde Fivizzano/Provinz Massa-Carrara) (5. Mai 1944), sowie für das Massaker von Civitella in Val di Chiana, Cornia und San Pancrazio am 29. Juni 1944, bei dem 250 Zivilisten erschossen wurden. Im Juli 1944 kam es in den Ortsteilen Castelnuovo dei Sabbioni, Meleto und San Martino der Gemeinde Cavriglia (4.–11. Juli 1944), zu Aktionen bei dem 173 Personen, darunter Frauen, Kinder und Alte, aus Rache für Anschläge der Resistenza erschossen wurden;
Laut des von einer Historikerkommission der Deutschen Bundesregierung geleiteten Projekts Atlante degli Stragi Naziste e Fasciste in Italia (dt. Atlas der nazistischen und faschistischen Massaker in Italien) wurden im Zeitraum September 1943 bis Juli 1944 bei Massakern und Exekutionen in Italien über 1000 Menschen von Angehörigen der Division getötet. Der Historiker Carlo Gentile beziffert die Zahl der Opfer höher und teilt sie regional auf: 600 bis 650 Getötete unter der Zivilbevölkerung in Süditalien, 390 im Gebiet des toskanisch-emilianischen Apennin und 450 im Raum Arezzo. Damit nennt er etwa 1500 Frauen, Männer und Kinder, die von dieser Division in Italien ermordet wurden.

### Warschau 1944
Während des Warschauer Aufstands haben bei der Entsetzung des Telefonamtes in der Puisa-Straße zwei Panzer nicht beteiligte Frauen auf den Panzern aufsitzen lassen, um sich vor Brandwaffenwürfen zu schützen. Dieses führte zu dem berechtigten Vorwurf, dass Soldaten der Division Zivilisten als menschliche Schutzschilde für die Panzer verwendet haben.

### Gerichtsverfahren 2010, Dokumentarfilm
Eine Gerichtsverhandlung gegen zwölf ehemalige Soldaten fand 2010/11 in Verona in Abwesenheit der Angeklagten statt. Sieben ehemalige Soldaten der Fallschirm-Panzer-Division „Hermann Göring“ wurden am 6. Juli zu lebenslanger Haft verurteilt. Eine Auslieferung erfolgte nach deutschem Recht nicht, dessen Rechtsgrundsatz auch in vielen anderen Staaten angewandt wird.
Der italienische Dokumentarfilm Die Geige aus Cervarolo behandelt das Massaker an italienischen Zivilisten, im Frühjahr 1944 im Reggianer Apennin, eines der von der Fallschirm-Panzer-Division 1 Hermann Göring begangenen Kriegsverbrechen und den Prozess in Verona gegen Mitglieder der Division.

## Kommandeure
- Oberst der Landespolizei Walther Wecke – 23. Februar 1933 bis 5. Juni 1934
- Oberstleutnant der Landespolizei Friedrich-Wilhelm Jakoby – 6. Juni 1934 bis 12. August 1936
- Oberst  Walther von Axthelm – 13. August 1936 bis 31. Mai 1940
- Generalleutnant  Paul Conrath – 1. Juni 1940 bis 14. April 1944
- Generalmajor  Wilhelm Schmalz – 16. April bis 30. September 1944
- Generalmajor  Horst von Necker – 1. Oktober 1944 bis 8. Februar 1945
- Generalmajor Max Lemke – 9. Februar bis 8. Mai 1945

Fallschirm-Panzer-Korps Hermann Göring
- Generalleutnant  Wilhelm Schmalz – 4. Oktober 1944 bis 8. Mai 1945

## Organisation

### RegimentGeneral Göring, 1939
Regimentsstab
- Musikkorps
- I. (schwere) Flak-Abt.
- II. (leichte) Flak-Abt.
- III. Scheinwerfer-Abt.
- IV. (leichte) Flak-Abt.
- Wachbataillon
  - Reiterschwadron
  - 9. Kompanie
  - 10. Kompanie
  - 11. Wachkompanie
- Ersatz-Abteilung
- (schwere) Eisenbahn-Flak-Batterie
- (leichte) Flak-Batterie

### DivisionHermann Göring, November 1942
- Divisionsstab
- Grenadier-Regiment 1 Hermann Göring
- Grenadier-Regiment 2 Hermann Göring
- Jäger-Regiment Hermann Göring
- Flak-Regiment Hermann Göring
- Wach-Bataillon Hermann Göring
- Ersatz-Bataillon Hermann Göring
- 2 Begleit-Batterien Hermann Göring

### Fallschirm-Panzer-Division 1Hermann Göring, Mai 1944
- Divisionsstab
- Stabskompanie
- Feldgendarmerietrupp
- Fallschirm-Panzergrenadier-Regiment 1 Hermann Göring
- Fallschirm-Panzergrenadier-Regiment 2 Hermann Göring
- Fallschirm-Panzer-Regiment Hermann Göring
- Fallschirm-Panzer-Aufklärungs-Abteilung 1 Hermann Göring
- Fallschirm-Panzer-Füsilier-Bataillon 1 Hermann Göring
- Fallschirm-Panzer-Artillerie-Regiment 1 Hermann Göring
- Fallschirm-Panzer-Pionier-Bataillon 1 Hermann Göring
- Fallschirm-Panzer-Nachrichten-Abteilung 1 Hermann Göring
- Fallschirm-Panzer-Feldersatz-Bataillon 1 Hermann Göring
- Feldpostamt 1 Hermann Göring

### Fallschirm-PanzerkorpsHermann Göring, November 1944
- Stab des Korps
  - Feldgendarmeriezug
  - Flugbereitschaft
  - Kriegsberichtertrupp
  - Fallschirm-Flakregiment Hermann Göring
  - Fallschirm-Panzersturmbataillon Hermann Göring
  - Fallschirm-Panzerkorpspionierbataillon Hermann Göring
  - Fallschirm-Panzerkorpsnachrichtenabteilung Hermann Göring
  - Nachschubabteilung Hermann Göring
  - Instandsetzungsabteilung Hermann Göring
  - Verwaltungsbataillon Hermann Göring
  - Sanitätsabteilung Hermann Göring
  - Korpsfeldpostamt Hermann Göring
- Fallschirm-Panzer-Division 1 Hermann Göring
- Fallschirm-Panzergrenadier-Division 2 Hermann Göring

## Bekannte Divisionsangehörige
- Bern von Baer (1911–1981), als Stabsoffizier, von 1964 bis 1968 Generalmajor des Heeres der Bundeswehr, Stellvertreter des Kommandierenden Generals des III. Korps in Koblenz
- Heinrich Hannover (1925–2023), als Soldat, deutscher Strafverteidiger und Autor.
- Paul Haeffner (1917–2006), Hauptmann und später Stabsoffizier, von 1974 bis 1977 Generalleutnant der Luftwaffe der Bundeswehr, Kommandierender General des Luftwaffenunterstützungskommandos
- Waldemar Kluge (1904–1978), als Major, Oberstleutnant und Oberst, bayerischer Politiker
- Harry Thürk (1927–2005), als Soldat, deutscher Schriftsteller
- Dieter Wellershoff (1925–2018), als Soldat, deutscher Schriftsteller
- Max Schmeling (1905–2005), als Soldat, deutscher Boxer

## Rekrutierungs-Propaganda
Die Division betrieb eine eigene Propaganda um freiwillige Angehörige in der deutschen Jugend zu werben. Mehrseitige Werbeblätter wurden an Jugendliche verteilt. Eintrittsalter war 17 bis maximal 25 Jahre für die zwölfjährige Laufbahn. Geworben wurde mit der Verbandsgeschichte, dem Ehrendienst, der „schönsten Kaserne“ und der Vielfältigkeit der Verwendungen innerhalb der Verbände.